# Aleksandr Tumasyan
Aleksandr Tumasyan (Soči, 15 ottobre 1992) è un ex calciatore armeno, di ruolo centrocampista.

## Carriera

### Club
Dopo aver cominciato a giocare in Russia, nel 2013 si trasferisce in Finlandia giocando nel massimo campionato con lo Jaro.

### Nazionale
Ha esordito con la nazionale armena il 31 maggio 2014 nell'amichevole Algeria-Armenia (3-1).

## Palmarès

### Club

#### Competizioni nazionali
- Coppa d'Estonia: 1

Infonet: 2016-2017